# Śmierć Kliniczna 1982–1984
Śmierć Kliniczna 1982–1984 – druga płyta zespołu Śmierć Kliniczna wydana w 2001 roku przez Zima Records. Na album składają się nagrania studyjne i koncertowe z lat 1982–1984.

## Lista utworów
1. "Standaryzacja" – 4:41
2. "Robinson" – 3:14
3. "Olej to" – 3:31
4. "Psychopata" – 4:47
5. "Brzemienny cmentarz" – 2:12
6. "W potylicę" – 5:02
7. "Marihuana" – 4:59
8. "Sahara" – 3:38
9. "Żołnierz" – 5:55
10. "Koniec homokracji" – 5:38
11. "Paciorek" – 1:58
12. "Nie przepraszaj" – 4:31
13. "Siekiera" – 4:12
14. "Samobójcy" – 4:10
15. "Olej to" – 1:28
16. "Edukacja-kopulacja" – 4:00
17. "Wsio budiet kukuruza" – 1:49
18. "Paciorek" – 2:10
19. "Mój pierwszy pogrzeb" – 5:08

## Twórcy
- Jerzy Mercik – wokal
- Jacek Szafir – wokal, instrumenty perkusyjne
- Dariusz Dusza – gitara
- Wojciech Jaczyczko – gitara basowa
- Marek Czapelski – perkusja

gościnnie
- Antoni "Ziut" Gralak – trąbka
- Piotr Malak – saksofon
- Mateusz Pospieszalski – saksofon